# 花葵属
花葵属（学名：Lavatera），为锦葵科的一属植物，常见于地中海沿岸和大西洋岸边。
花葵与锦葵和蜀葵很接近，其区别在于副萼的不同：花葵有底部连在一起的三个萼片，锦葵有三个不连在一起的萼片，而蜀葵有底部连在一起的六到九个萼片。

## 主要品种
- Lavatera acerifolia Cav., 1803
- Lavatera cretica L.
- Lavatera maritima Gouan
- Lavatera olbia L.
- Lavatera punctata All.
- Lavatera thuringiaca L.
- Lavatera trimestris L. 三月花葵